# Matuzalém
Francelino Matuzalém da Silva (Natal, 10 de junho de 1980) é um treinador e ex-futebolista brasileiro que atuava como volante. 

## Carreira
Iniciou sua carreira futebolística no Vitória. Após deixar o Vitória, o atleta teve passagens por diversas equipes do futebol internacional, Bellinzona, Napoli, Piacenza, Parma, Brescia, Shakhtar Donetsk, Zaragoza, Lazio, Genoa, Bologna, Hellas Verona, Miami FC e Real Monterosi onde encerrou sua carreira em 2018. Começou a jogar profissionalmente por volta dos anos 1997

### Controvérsia
Em 2024, o ex-presidente do Vitória, Paulo Carneiro, declarou que fraudou o exame antidoping para que Matuzalém não fosse descoberto.

## Títulos
Vitória
- Campeonato Baiano: 1999
- Copa do Nordeste: 1999

Shakhtar Donetsk
- Campeonato Ucraniano: 2004/05 e 2005/06

Lazio
- Copa da Itália: 2008/09
- Supercopa da Itália: 2009

Seleção Brasileira
- Mundial Sub-17: 1997